# Başak Eraydın
Başak Eraydın (Ankara, 21 juni 1994) is een tennisspeelster uit Turkije.
Zij begon op vijfjarige leeftijd met het spelen van tennis.
Sinds 2013 speelt Eraydın voor Turkije op de Fed Cup, tot 2021 twaalf partijen.